# Krystal Boyd
Krystal Boyd (ros. Кристал Бойд; ur. 14 kwietnia 1993 w Moskwie) – rosyjska aktorka pornograficzna i modelka erotyczna.

## Kariera
Urodziła się w Moskwie. W 2011 roku, w wieku 18 lat, zadebiutowała w branży pornograficznej. Początkowo występowała w internetowych pokazach erotycznych, a następnie w sesjach zdjęciowych do magazynów dla dorosłych.
Zachęcona sukcesem zaczęła występować także w filmach pornograficznych, w tym Little Anal Angels 2 (2011), Right Touch (2016), Temptations (2016) i Young And The Bushless 2 (2016). Pracowała w takich studiach jak Video Art Holland, Juicy Entertainment, Paradise Films czy Evil Angel.